# Frank-Michael Malchow
Frank-Michael Malchow (* 21. November 1961 in Bad Doberan) ist ein deutscher Diplom-Finanzwirt, Zollbeamter und Politiker (Tierschutzpartei und DIE FRAUEN). Von 2007 bis 2010 war er einer von insgesamt drei gleichberechtigten „Bundessprechern“ der Partei DIE FRAUEN.

## Leben
Malchow absolvierte die Ausbildung für den gehobenen Dienst in der Bundeszollverwaltung mit dem Abschluss des Diplom-Finanzwirtes. Seit 1993 ist er als Lehrer und Gutachter für das Bildungs- und Wissenschaftszentrum der Bundesfinanzverwaltung (Direktion IX der Generalzolldirektion) am Dienstort Berlin tätig.
Er ist homosexuell und wohnt im Berliner Ortsteil Prenzlauer Berg. Malchow ist seit 2001 Vegetarier beziehungsweise Veganer.

## Politik
Malchow trat im Jahr 1999 der Tierschutzpartei bei. 2001 wurde er zum dritten stellvertretenden Bundesvorsitzenden gewählt. Darüber hinaus trat er bei der Europawahl 2004 auf dem zweiten Listenplatz seiner damaligen Partei an. 2005 wechselte er auf den neu geschaffenen Posten des Generalsekretärs, ehe er im Zuge eines innerparteilichen Streits von diesem Posten zurücktrat. Außerdem war er Spitzenkandidat der Tierschutzpartei bei der Wahl zum Abgeordnetenhaus von Berlin 2006 sowie bei der gleichzeitig stattfindenden Wahl zur Bezirksverordnetenversammlung von Pankow. Im April 2007 trat er aus der Partei aus, da er der Auffassung war, dass sie zu hierarchisch strukturiert sei und dass das Thema Tierschutz durch innerparteiliche Streitereien aus dem Fokus geraten war.
Daraufhin schloss er sich im Juli der Feministischen Partei DIE FRAUEN an und wurde „Landessprecher“ für Berlin. Zu diesem Zeitpunkt war er eines von zwei männlichen Parteimitgliedern (parteiintern als „Mitfrauen“ bezeichnet). Im Oktober des Jahres wurde er auf der „Bundesmitfrauenversammlung“ – als erster Mann in der Parteigeschichte – in die Bundessprecherinnenrunde gewählt. Auf diese Weise war er neben Monika Christann und Erika Riemer-Noltenius einer von drei gleichberechtigten Bundessprechern. Dieses Amt bekleidete er bis 2010. Während dieser Zeit war er für die Bundesarbeitsgemeinschaft „Tierrechte und Verbraucherinnenschutz“ zuständig. Zur Europawahl 2009 kandidierte er selbst auf dem vierten Listenplatz der Partei, nachdem auf dem Nominierungsparteitag ebenso eine Spitzenkandidatur seiner Person diskutiert worden war.

## Weitere Aktivitäten
Malchow ist Mitglied bei Aktion Tier – Menschen für Tiere und beim Förderkreis Deutsches Zollmuseum e.V. Hamburg.

## Positionen
Malchow betrachtet sich als Kommunist, Feminist, Pazifist und Tierrechtler. Seine Vorbilder sind Rosa Luxemburg und Georg Elser. Zu seinen Leitmotiven gehören „Gutes tun ist leicht, wenn viele helfen.“ und „Zum Gutsein gehört Mut.“ (Hermann Gmeiner, Gründer der SOS-Kinderdörfer)